# Weloy
Weloy – miasto w Mikronezji, w stanie Yap. Według danych szacunkowych na rok 2008 zamieszkuje go 1054 mieszkańców